# Script.aculo.us
script.aculo.us es una biblioteca JavaScript que permite el uso de controles AJAX, drag 'n drop, y otros efectos visuales en una página web.
script.aculo.us se distribuye mediante descargas en varios formatos de archivo, y también está incluido en Ruby on Rails y otros frameworks de desarrollo web.
Usando Prototype como base, script.aculo.us se especializa en suministrar una rica experiencia al usuario con efectos animados, de arrastrar y soltar (drag and drop) y otros componentes para realizar interfaces de usuario. Hay un buen Wiki sobre este framework, con un rápido crecimiento de documentación de calidad para ayudarle a comenzar y páginas de ejemplos